# Sant Miquel de Martres de Caldes de Montbui
Sant Miquel de Martres de Caldes de Montbui és una església romànica de Caldes de Montbui (Vallès Oriental) inclosa a l'Inventari del Patrimoni Arquitectònic de Catalunya. Actualment en estat de ruïna.
És una capella documentada al 972, quan Ervigi, mort a Jerusalem, fa donació testamentària a l'església de Sant Miquel de Barcelona, del que tenia a Sant Miquel Martres a Caldes de Montbui i a la Seu i a altres esglésies fa donacions a Vallromanes o Vilanova de la Roca.
Està situada sobre l'antic camí de Caldes a Granollers, prop del límit dels termes de Caldes i Santa Eulàlia. A principis del segle xviii ja devia estar enrunada. La proximitat del coll de Baduell feu que sovint la denominació de la capella fos de Sant Miquel de Baduell.